# Yoshinori Sembiki
Yoshinori Sembiki (千疋 美徳, Sembiki Yoshinori, Kitakyushu, 5 januari 1964) is een Japans voormalig voetballer die als verdediger speelde en voetbaltrainer.

## Carrière
Sembiki begon zijn carrière in 1985 bij Yomiuri. Met deze club werd hij in 1986/87 kampioen van Japan. Sembiki veroverde er in 1985 de JSL Cup en in 1986 en 1987 de Beker van de keizer. Hij tekende in 1990 bij NKK. Sembiki speelde tussen 1992 en 1995 voor Urawa Reds, NEC Yamagata en Fukuoka Blux. Sembiki beëindigde zijn spelersloopbaan in 1995.
In 1996 startte Sembiki zijn trainerscarrière bij Avispa Fukuoka. In 2003 werd hij bij Sagan Tosu trainer. Tussen 2005 en 2006 trainde hij New Wave Kitakyushu.